# Heinrich Bastian
Heinrich Bastian (* 31. Mai 1875 in Fronhausen; † 22. September 1967 in Odenhausen (Lahn)) war ein deutscher Heimatdichter.

## Leben
Im Alter von drei Jahren verlor er seinen Vater. Bedingt dadurch musste er bereits früh seine Mutter unterstützen. Beim Gänsehüten dachte er sich so seine ersten Gedichte aus. 
Heinrich Bastian lernte Klempner in Gießen, ging danach auf Wanderschaft und arbeitete in Düren, Braunschweig, Uelzen, Gifhorn, Hamburg, Bremen und Frankfurt. 1899 kam er zu den Städtischen Gas- und Wasserwerken in Gießen, wurde 1924 Werkmeister und blieb dort in dieser Funktion bis zur Pensionierung mit 69 Jahren im Jahre 1944.
Im Jahre 1902 heiratete er Helene Becker aus Odenhausen (Lahn). Dort ließ er sich nieder und lebte dort bis zu seinem Tode. Das Ehepaar hatte drei Kinder. 1967 starb er im hohen Alter von 92 Jahren.
Nach ihm wurde 2004 eine Straße im Neubaugebiet "Im Gewenn" in seinem Heimatdorf Fronhausen benannt.

## Werke
- Gedichte in oberhessischer Mundart. Universitäts-Buchdr. J. A. Koch, Marburg 1921.
- Alles für mei Hesselaad. Hitzeroth-Verlag, Marburg 1988. ISBN 3-925944-43-5.